# Amusette
L'amusette è un'arma da fuoco lunga a canna rigata di misura intermedia tra il fucile e l'archibusone. Di aspetto e dimensione simile alla spingarda, aveva anche un assetto equivalente, cioè montato su un perno girevole ed usabile da un uomo. Era però possibile montare l'amusette su un affusto ruotato leggero da campo, trasformandosi così in un cannone da campagna leggero, mentre le spingarde erano generalmente montate su una fortificazione o comunque su una postazione fissa.
Inventato dal maresciallo Maurice de Saxe l'amusette fu molto apprezzata anche durante la Rivoluzione francese.
Secondo lo stesso de Saxe, dopo varie prove effettuate, un proiettile sparato da 1000 piedi (750 yarde, 680 metri) creava un foro di 18 pollici di diametro in un tronco di quercia.